# Ókrug de Sujumi
El okrug de Sujumi (del ruso: Сухумского округа) fue una de las divisiones territoriales del Imperio ruso inferior a las gubernias en el Cáucaso. Sujumi fue establecida como la capital del Okrug Militar (Сухумского военного отдела) en el año 1866, y en el año 1883 se fundó el okrug de Sujumi, que dependía administrativamente de la Gobernación de Kutaisi.
Ocupa 7575 verstas cuadradas (8621 kilómetros cuadrados), con una población en 1897 de 100.498 personas.

## Historia
Aprovechando los disturbios entre la población local y los turcos, los rusos ocupan Sujumi en el año 1810. En 1832 se establece Sujumi como puesto aduanero, elevándose a grado de puerto en el año 1866. En 1864 se obliga a abdicar al Príncipe Miguel, incorporando el territorio Abjasio al Imperio ruso en 1866 como Okrug militar. Tras una breve ocupación turca del territorio en el año 1855, es nuevamente objeto de saqueos en el año 1877. Debido a estos conflictos, gran parte de la población abandona la región, iniciándose una repoblación de la misma.

## Demografía
Entre los años 1864 y 1878, más del 60% de la población de Abjasia (aproximadamente 200.000 personas) huyó hacia el sur. Para compensar esta pérdida, el gobierno fomentó la inmigración georgiana, armenia y rusa. Según datos de la Enciclopedia Británica de 1911, de los 40.000 habitantes de Sukhum-kaleh (actual Sujumi), dos tercios eran georgianos migrelianos y sólo un tercio abjasios.
Los historiadores modernos abjasios mantienen que grandes zonas de la región estaban deshabitadas, por lo que muchos armenios, georgianos y rusos (todos ellos cristianos) iniciaron la migración a Abjasia, ocupando gran parte del territorio libre. Esta versión de los hechos es duramente contestada por algunos historiadores georgianos, que afirman que las tribus georgianas (Migrelianos y Svans) poblaron Abjasia desde los tiempos del Reino Colchis. De acuerdo con estos investigadores, los abjasios son descendientes de las tribus del norte del Cáucaso (Adigeos, Apsuas), que migraron a Abjasia desde el norte de las montañas del Cáucaso, y se mezclaron con la población georgiana existente. Esta teoría tiene poco apoyo entre los estudiosos georgianos.

### Evolución de la población entre 1872 y 1915 del Okrug de Sujumi[4]
| 1872-1874 | 1883-1884 | 1894       | 1897       | 1915       | verstas2 |
| --------- | --------- | ---------- | ---------- | ---------- | -------- |
| 74.4 hab. | 64.8 hab. | 173.5 hab. | 106.2 hab. | 198.6 hab. | 5.8 Vst2 |